# Liste der Baudenkmale in Tröbitz
In der Liste der Baudenkmale in Tröbitz sind alle Baudenkmale der brandenburgischen Gemeinde Tröbitz und ihrer Ortsteile aufgelistet. Grundlage ist die Veröffentlichung der Landesdenkmalliste mit dem Stand vom 31. Dezember 2023. Die Bodendenkmale sind in der Liste der Bodendenkmale in Tröbitz aufgeführt.

## Baudenkmale
In den Spalten befinden sich folgende Informationen:
- ID-Nr.: Die Nummer wird vom Brandenburgischen Landesamt für Denkmalpflege vergeben. Ein Link hinter der Nummer führt zum Eintrag über das Denkmal in der Denkmaldatenbank. In dieser Spalte kann sich zusätzlich das Wort Wikidata befinden, der entsprechende Link führt zu Angaben zu diesem Denkmal bei Wikidata.
- Lage: die Adresse des Denkmales und die geographischen Koordinaten. Link zu einem Kartenansichtstool, um Koordinaten zu setzen. In der Kartenansicht sind Denkmale ohne Koordinaten mit einem roten beziehungsweise orangen Marker dargestellt und können in der Karte gesetzt werden. Denkmale ohne Bild sind mit einem blauen bzw. roten Marker gekennzeichnet, Denkmale mit Bild mit einem grünen beziehungsweise orangen Marker.
- Bezeichnung: Bezeichnung in den offiziellen Listen des Brandenburgischen Landesamtes für Denkmalpflege. Ein Link hinter der Bezeichnung führt zum Wikipedia-Artikel über das Denkmal.
- Beschreibung: die Beschreibung des Denkmales
- Bild: ein Bild des Denkmales und gegebenenfalls einen Link zu weiteren Fotos des Baudenkmals im Medienarchiv Wikimedia Commons

### Tröbitz
| ID-Nr.   | Lage                                             | Bezeichnung                                                       | Beschreibung | Bild           |
| -------- | ------------------------------------------------ | ----------------------------------------------------------------- | --- | -------------- |
| 09135076 | Hauptstraße (Lage)                               | Dorfkirche                                                        | Bei der evangelischen Kirche handelt es sich um einen im 15. Jahrhunderts entstandenen Feldsteinsaalbau mit Satteldach und dreiseitigem Ostschluss. Im Westen des Kirchenschiffs befindet sich ein im Jahre 1717 entstandener quadratischer Turm mit einer verschieferten oktogonalen Schweifhaube und Wetterfahne in Form eines Dachreiters. Der in der Kirche befindliche Schnitzaltar stammt aus der Zeit um 1520. | weitere Bilder |
| 09135845 | Doberluger Straße, Liebenwerdaer Chaussee (Lage) | Kaufhalle                                                         | Die in massiver Fertigteilbauweise aus Beton errichtete Kaufhalle stammt aus dem Jahre 1970. Errichtet wurde sie von der Elsterwerdaer Firma Menzel. | weitere Bilder |
| 09135043 | Hauptstraße (Lage)                               | Gedenkstätte der Vereinigung der Verfolgten des Naziregimes (VVN) | Die Gedenkstätte befindet sich südlich der evangelischen Kirche auf dem einstigen Friedhof. Errichtet wurde sie im Jahre 1952 zu Ehren der Opfer des im April 1945 in Tröbitz gestrandeten sogenannten Verlorenen Zuges. In einem hier befindlichen Massengrab ruhen insgesamt 160 Tote. | weitere Bilder |
| 09135042 | Schulstraße (Lage)                               | Mahnmal, Jüdischer Friedhof für Konzentrationslager-Häftlinge     | Der jüdische Friedhof befindet sich unmittelbar neben dem christlichen Friedhof der Gemeinde Tröbitz. Errichtet wurde er im Jahre 1945 für die jüdischen Opfer des im April 1945 in Tröbitz gestrandeten sogenannten Verlorenen Zuges. | weitere Bilder |